# Albert Anastasia
Umberto "Albert" Anastasia ( /ˌænəˈsteɪʒə/, pronunciación en italiano: /umˈbɛrto anastaˈziːa/; (nacido Anastasio) /anaˈstaːzjo/; 26 de septiembre de 1902 – 25 de octubre de 1957) fue un mafioso, sicario y jefe criminal ítalo estadounidense. Fue uno de los fundadores de la moderna Mafia estadounidense, y un cofundador y posterior jefe de la organización Murder, Inc.. Anastasia eventualmente llegó a la posición de jefe de lo que hoy es la familia criminal Gambino. También controló las orillas de la ciudad de Nueva York durante gran parte de su carrera criminal, incluyendo a los sindicatos de estibadores portuarios. Anastasia fue asesinado el 25 de octubre de 1957 por órdenes de Vito Genovese y Carlo Gambino; Gambino luego se convirtió en jefe de la familia.
Anastasia fue una de las figuras del crimen organizado más despiadadas y temidas en la historia estadounidense. Su reputación le granjeó los sobrenombres de "The Earthquake" (en español: "El terremoto"), "The One-Man Army" (en español: "El ejército de un sólo hombre"), "Mad Hatter" (en español: El Sombrerero) y "Lord High Executioner" (en español: "Señor Verdugo").

## Primeros años
Anastasia nació como Umberto Anastasio el 26 de septiembre de 1902, en Parghelia, Calabria, Italia, hijo de Bartolomeo Anastasio y Marianna Polistena. El padre de Anastasia era un trabajador ferroviario que murió después de la Primera Guerra Mundial, dejando nueve hijos. Anastasia tenía siete hermanos: Raffaele; Frank; Anthony; Joseph; Gerardo; Luigi (quien se mudó a Australia) y Salvatore Anastasio; y una hermana, María.
En 1919, Anastasia, con sus hermanos Joseph, Anthony, y Gerardo, entraron ilegalmente a los Estados Unidos luego de que desertaron de un carguero donde estaban trabajando mientras estaba atracado en Nueva York. Pronto empezaron a trabajar como estibadores en la orilla de Brooklyn.
El 17 de marzo de 1921, Anastasia fue detenido por el asesinato del estibador George Turino como resultado de una riña. Fue sentenciado a muerte y enviado a la prisión estatal de Sing Sing en Ossining, Nueva York, a esperar su ejecución. Debido a un tecnicismo legal, Anastasia logró un nuevo juicio en 1922; cuatro de los testigos originales de la fiscalía habían desaparecido desde entonces, y Anastasia fue liberado. Durante ese tiempo, cambió su apellido de "Anastasio" a "Anastasia".
El 6 de junio de 1923, Anastasia fue detenido por posesión ilegal de un arma de fuego y sentenciado a dos años de prisión. En 1937, se casó con Elsa Bargnesi y tuvieron dos hijos, Umberto y Richard; y dos hijas, Joyana y Gloriana.

## Ascenso al poder
A fines de los años 1920, Anastasia se había convertido en un líder principal de la International Longshoremen's Association (ILA), controlando seis capítulos locales del sindicato en Brooklyn. Anastasia se alió con Giuseppe "Joe the Boss" Masseria, un poderoso jefe mafioso en Brooklyn. Pronto se hizo asociado cercano con los futuros jefes de la Cosa Nostra Joe Adonis, Charles "Lucky" Luciano, Vito Genovese, y Frank Costello.
En 1928, Anastasia fue acusado de un asesinato en Brooklyn, pero los testigos o bien desaparecieron o se negaron a testificar en corte.

## Guerra de los Castellammarenses
A inicios de 1931, la Guerra de los Castellammarenses se inició entre Joe Masseria y Salvatore Maranzano. En un acuerdo secreto con Maranzano, Luciano aceptó planear la muerte de su jefe, Masseria, a cambio de recibir sus garitos y convertirse en el segundo al mando luego de Maranzano. El 15 de abril de 1931, Luciano había atraído a Masseria a una reunión donde sería asesinado en un restaurante llamado Nuova Villa Tammaro en Coney Island. Mientras jugaban a las cartas, Luciano se excusó para ir al baño y los pistoleros que mataron a Masseria fueron Anastasia, Vito Genovese, Joe Adonis, y Benjamin "Bugsy" Siegel; Ciro "The Artichoke King" Terranova condujo el automóvil en la huida, pero la leyenda dice que estaba tan nervioso que quien tuvo que conducir fue Siegel. Luciano tomó el control de la familia de Masseria, con Genovese como su subjefe.
En septiembre de 1931, Luciano y Genovese planearon el asesinato de Salvatore Maranzano. Luciano había recibido la voz de que Maranzano estaba planeando matarlo a él y a Genovese, y preparó un grupo para matar primero a Maranzano. El 10 de septiembre de 1931, cuando Maranzano convocó a Luciano, Genovese, y Frank Costello a una reunión en su oficina, ellos supieron que Maranzano los mataría entonces. A cambio, Luciano envió a la oficina de Maranzano cuatro gánsters judíos cuyas caras eran desconocidas para la gente de Maranzano. Ello habían estado asegurado con la ayuda de Meyer Lansky y Siegel. Con el Sindicato nacional del crimen ya creado por Luciano desde 1929, luego de la muerte de Maranzano él también creó La Comisión para que sirviera como un cuerpo de gobierno del crimen organizado. El sindicato debía servir como un cuerpo deliberativo para resolver disputas, distribuir territorios y regular las actividades ilegales lucrativas como el racketeering, las apuestas ilegales y el contrabando de licores (que llegó a su fin con la revocación de la Ley Seca en 1933).
En 1932, Anastasia fue acusado de asesinato con un picahielo, pero el caso fue sobreseído debido a la falta de testigos. El siguiente año fue acusado del asesinato de un hombre que trabajaba en una lavandería, pero tampoco hubo nadie que aceptara testificar.

## Murder, Inc.
Para premiar la lealtad de Anastasia, Luciano lo puso a él y a Louis "Lepke" Buchalter, el principal operador de sindicatos en el país, controlando brazo armado del SNC, Murder, Inc. El grupo, también conocido como "The Brownsville Boys", estaba formado por sicarios italianos y judíos que operaban en la trastienda de Midnight Rose's, una tienda de caramelos de propiedad del mafioso Louis Capone en el barrio Brownsville de Brooklyn. Durante los diez años que operó, se estima que Murder Inc. cometió cientos de asesinatos, muchos de los cuales jamás han sido resueltos. Por su liderazgo en Murder, Inc., Anastasia fue apodado "Mad Hatter" y el "Lord High Executioner" (en español: Señor Verdugo).
La primera prueba para la Comisión llegó en 1935 cuando ordenó a Dutch Schultz dejar de lado sus intenciones de asesinar al fiscal especial Thomas E. Dewey. Luciano argumentó que el asesinato de Dewey precipitaría un gran ataque de las fuerzas del orden. Un furioso Schultz dijo que mataría a Dewey de todas formas y se retiró de la reunión. Anastasia se acercó a Luciano con información de que Schultz le había pedido vigilar el edificio de departamentos donde vivía Dewey en la Quinta Avenida. Tras oír las noticias, la Comisión tuvo una reunión secreta para discutir el asunto. Luego de seis horas de deliberaciones, la Comisión ordenó a Buchalter que matara a Schultz. El 23 de octubre de 1935, antes de que pudiera matar a Dewey, Schultz fue disparado en una taberna en Newark, Nueva Jersey, y murió de sus heridas al día siguiente.
El 7 de junio de 1936, siguiendo una investigación de la oficina de Dewey dirigida por Eunice Carter, Luciano fue arrestado por 62 cargos de prostitución forzada. El 18 de julio de 1936, recibió una condena de entre 30 a 50 años en una prisión estatal. Genovese se convirtió en el jefe en funciones, pero huyó a Italia en 1937 luego de ser acusado de un asesinato de 1934. Costello se convirtió entonces en jefe en funciones de la familia criminal Luciano.
En mayo de 1939, Anastasia supuestamente ordenó el asesinato de Morris Diamond, un oficial del sindicato de camioneros en Brooklyn quien se había opuesto a los intentos de Buchalter de mantener el control del Garment District en Manhattan. En el verano de 1939, supuestamente organizó el asesinato de Peter Panto, un activista sindical que lideraba un movimiento para la introducción de reformas democráticas en los capítulos locales de su unión y rechazó ser intimidado por oficiales del sindicato. El 14 de julio de 1939, Panto desapareció; su cuerpo fue luego encontrado en una granja en Nueva Jersey.
En 1941, Abe Reles, un líder pandillero de Brownsville, Brooklyn, que había estado suministrando a Anastasia y a Murder, Inc. con sicarios por la década anterior, fue arrestado por oficiales de la ley dando fin efectivamente a Murder, Inc. Reles decidió testificar a favor del gobierno para salvarse a sí mismo de la pena de muerte, llevando al arresto de siete miembros de Murder Inc. Reles también tenía información que podía implicar a Anastasia en los asesinatos de Diamond y Panto. Temeroso de la investigación, Anastasia ofreció una recompensa de 100,000 dólares por el asesinato de Reles. El 12 de noviembre de 1941, Reles fue encontrado muerto en la terraza de un restaurante afuera del Half Moon Hotel en Coney Island. Reles estaba siendo custodiado en una habitación del sexto piso durante un juicio en curso. En 1951, un gran jurado concluyó que Reles murió accidentalmente mientras bajaba del quinto piso utilizando sábanas atadas a un calefón. Sin embargo, muchos oficiales aún sospechan que Reles fue asesinado.
En la primavera de 1942, Anastasia supuestamente ordenó el asesinato del asociado, Anthony Romeo, quien había sido arrestado e interrogado sobre el asesinato de Panto. A fines de junio, el cuerpo de Romeo se encontró cerca de Guyencourt, Delaware, con signos de haber sido golpeado y disparado varias veces.

## Segunda Guerra Mundial
Durante la Segunda Guerra Mundial, Anastasia supuestamente concibió el plan de ganar un indulto para el apresado Luciano por ayudar con el esfuerzo de guerra. Con los Estados Unidos necesitando aliados en Sicilia para avanzar en la invasión de Italia, y el deseo de la Armada de dedicar sus recursos a la guerra, Anastasia orquestó un acuerdo para obtener un mejor tratamiento y una eventual libertad bajo palabra para Luciano, a cambio de la protección de la Mafia en las orillas y la asistencia de Luciano con sus asociados en Sicilia.
En 1942, Anastasia se unió al Ejército de los Estados Unidos, posiblemente motivado por un deseo de escapar de la investigación criminal que desmanteló Murder, Inc. Logró el rango de Sargento técnico, entrenando soldados para ser estibadores en Fort Indiantown Gap en Pensilvania. En 1943, como recompensa por su servicio militar, recibió la ciudadanía estadounidense. El siguiente año, Anastasia fue dado de alta con honores y se mudó con su familia a una granja en Bluff Road en Fort Lee, Nueva Jersey.
En 1945, las autoridades militares estadounidenses en Sicilia regresaron a Genovese a los Estados Unidos para ser juzgado por el asesinato de Ferdinand Boccia en 1934. Sin embargo, luego de la muerte del principal testigo de la fiscalía, todos los cargos contra Genovese se cayeron. En 1946, el gobernador de Nueva York Thomas E. Dewey conmutó la sentencia de Luciano y el gobierno federal inmediatamente lo deportó a Italia.
En 1948, Anastasia compró una fábrica de vestidos en Hazleton, Pensilvania y dejó sus actividades portuarias al control de su hermano Anthony.

## Jefe
En 1951, el Senado citó a Anastasia para responder preguntas sobre el crimen organizado en las Audiencias Kefauver. Anastasia se negó a responder pregunta alguna.
A pesar de ser un mafioso poderoso por su propio derecho, Anastasia era nominalmente el jefe de la familia criminal Mangano bajo el jefe Vincent Mangano. Durante los 20 años de su jefatura, Mangano había tomado a mal los lazos cercanos de Anastasia con Luciano y Costello, particularmente el hecho de que ellos obtenían los servicios de Anastasia sin pedirle permiso. Esta y otras disputas de negocios llegó a una rivalidad acalorada, casi física entre los dos mafiosos. El 19 de abril de 1951, Mangano desapareció y su cuerpo nunca se encontró. Ese mismo día, el cuerpo del hermano de Vincent, Philip fue descubierto en Jamaica Bay. Nadie fue arrestado por los asesinatos, pero se asumió ampliamente que Anastasia ordenó sus muertes.
Luego de la muerte de los Mangano, Anastasia, quien había sido jefe en funciones de su familia, se reunió con la Comisión, y afirmó que los hermanos quisieron matarlo aunque no admitió haberlos matado él. Con el apoyo de Costello, la Comisión confirmó el ascenso de Anastasia a jefe de la renombrada "familia criminal Anastasia". Costello quería que Anastasia fuera su aliado contra el ambicioso y resentido Genovese. Anastasia también fue apoyado por Joseph Bonanno, quien simplemente quería evitar una guerra de pandillas.
En marzo de 1952, Anastasia supuestamente ordenó el asesinato de Arnold Schuster, un neoyorquino que identificó al ladrón de bancos fugitivo Willie Sutton, dando lugar a su arresto. Cuando Anastasia vio a Schuster siendo entrevistado en la televisión, supuestamente dijo: "¡No puedo soportar chillones! ¡Maten a ese tipo!" El 8 de marzo de 1952, un pistolero mató a Schuster en una calle de Borough Park, Brooklyn. En 1963, el testigo del gobierno Joseph Valachi acusó a Anastasia de ordenar el asesinato, pero mucha gente en las fuerzas del orden eran escépticas. Nadie fue arrestado por el asesinato de Schuster.
El 9 de diciembre de 1952, el gobierno federal demandó para lograr la desnaturalización de Anastasia y deportarlo porque mintió en su solicitud para obtener la ciudadanía.

## Conspiración
Para tomar el control de la familia Luciano, Genovese necesitaba asesinar a Costello. Incapaz de lograrlo sin eliminar a Anastasia, Genovese buscó aliados. Utilizó el brutal comportamiento de Anastasia contra él en un esfuerzo por ganar partidarios, mostrando a Anastasia como un asesino inestable que amenazaba con llamar la atención de la policía sobre la Cosa Nostra. Además, Genovese señalaba que Anastasia había estado vendiendo la membresía de su familia criminal por 50,000 dólares, una violación clara de las reglas de la Comisióni que enfurecía a varios mafiosos de alto nivel. Según Valachi, Anastasia había estado perdiendo grandes cantidades de dinero apostando en las carreras de caballos, lo que lo hacía aún más huraño e impredecible.
En los siguientes años, Genovese secretamente ganó el apoyo del caporegime de Anastasia Carlo Gambino, ofreciéndole el liderazgo de la familia de Anastasia en recompensa por su cooperación.
El 23 de mayo de 1955, Anastasia se declaró culpable de evasión de impuestos por no reportar sus ingresos durante finales de los años 1940. El 3 de junio de 1955, fue sentenciado a un año en una prisión federal y una multa de $20,000. Luego de su encierro, el gobierno federal pidió con éxito que se revocara la ciudadanía de Anastasia para que pudiera ser deportado. Sin embargo, el 19 de septiembre de 1955, una corte superior revocó esta sentencia.
A inicios de 1957, Genovese decidió hacer un movimiento contra Costello. El 2 de mayo de 1957, el pistolero Vincent Gigante disparó e hirió a Costello fuera de su edificio de departamentos. Aunque la herida fue superficial, persuadió a Costello de entregar el poder a Genovese y retirarse. Genovese entonces controló lo que hoy se conoce como la familia criminal Genovese. Bonanno luego se acreditaría a sí mismo con haber arreglado una reunión, donde evitó que Anastasia iniciara una guerra contra Genovese en respuesta.
El 17 de junio de ese año, Frank Scalice, el subjefe de Anastasia y el hombre identificado como directamente responsable de vender las membresías de Gambino, fue también asesinado. Según Valachi, Anastasia aprobó el golpe y el subsiguiente asesinato del hermano de Scalice, Joseph, luego de ofrecerle perdonar sus amenazas de vengar a Frank.

## Muerte
En la mañana del 25 de octubre de 1957, Anastasia entró a la barbería del Park Sheraton Hotel, en la intersección de la calle 56 y la Séptima Avenida en Midtown Manhattan. El chofer de Anastasia estacionó el vehículo en un garaje subterráneo y luego caminó por los alrededores, dejándolo desprotegido. Mientras Anastasia se relajaba en la silla del barbero, dos hombres con la cara cubierta con chalinas (un tipo de bufanda) sacaron al barbero y dispararon. Luego de la primera descarga de balas, Anastasia supuestamente disparó a sus atacantes. Sin embargo, un aturdido Anastasia había disparado a los reflejos de los atacantes en el espejo de la pared. Los pistoleros continuaron disparando hasta que Anastasia cayó muerto en el piso.
El homicidio de Anastasia generó un gran interés público e inició una gran investigación policial de alto perfil. Para el autor de Five Families y periodista del The New York Times "La viva imagen de una víctima indefensa envuelto en toallas blancas quedó fijada en la memoria pública". Sin embargo, nadie fue acusado en el caso. La especulación sobre quién mató a Anastasia se centró en el mafioso de la familia criminal Profaci Joe Gallo, la familia criminal Patriarca de Providence, Rhode Island, y algunos vendedores de drogas de la misma familia Gambino. Inicialmente el NYPD concluyó que el homicidio de Anastasia fue arreglado por Genovese y Gambino y que fue llevado adelante por un grupo liderado por Gallo. En un punto, Gallo alardeó ante un asociado sobre su parte en el golpe, "Tu nos puedes llamar a nosotros cinco como el quinteto barbershop". En todo caso, Genovese tenía tradicionalmente fuertes lazos con el jefe de la familia Patriarca Raymond L. S. Patriarca.
El funeral de Anastasia se llevó a cabo en una funeraria de Brooklyn; la diócesis de Brooklyn se negó a permitir un entierro en la iglesia. Anastasia fue enterrado en el Green-Wood Cemetery en Greenwood Heights, Brooklyn, con la asistencia de algunos amigos y parientes. Su lápida dice simplemente "Anastasio". En 1958, su familia emigró a Canadá y cambió su apellido a "Anisio".

### Consecuencias
Se esperaba que Gambino fuera proclamado jefe de la familia de Anastasia en la reunión de Apalachin el 14 de noviembre de 1957, convocada por Genovese para ser discutir el futuro de la Cosa Nostra a la luz de su llegada. Cuando la reunión fue objeto de una redada policial, para detrimento de la reputación de Genovese, el nombramiento de Gambino fue pospuesto para una reunión posterior en Nueva York. Bajo Gambino, Anthony Anastasio vio su poder disminuido y, en su frustración, empezó a pasar información al FBI poco antes de su muerte en 1963.
Genovese gozó de un corto periodo como jefe de la familia. En 1957, luego de la desastrosa reunión de Apalachin, Luciano, Costello y Gambino conspiraron para atrapar a Genovese con una detención por narcotráfico, sobornando a un vendedor de drogas para que testificara de que había trabajado personalmente con Genovese. El 7 de julio de 1958, Genovese fue acusado de cargos de narcotráfico. El 17 de abril de 1959 fue sentenciado a 15 años en una prisión estatal.
Anastasia vivió en la mansión de 25 habitaciones y 606,56 metros cuadrados ubicada en la cima de una colina en Fort Lee, Nueva Jersey desde 1947 hasta su muerte. En 1958, poco menos de un año después de su muerte, el comediante Buddy Hackett y su esposa compraron la mansión, y luego de renovarla, vivieron ahí durante gran parte de los años 1960. La mansión fue vendida por 6,9 millones de dólares en diciembre de 2017.
La casa fue vendida por última vez en diciembre de 2018 por 3,6 millones de dólares y demolida en marzo del 2019. El actor y antiguo boxeador de peso pesado Jack O'Halloran reclama ser hijo ilegítimo de Anastasia.

## En la cultura popular
Luego del asesinato de Anastasia, las sillas de la barbería del Park Sheraton Hotel fueron reposicionadas para ver al contrario de los espejos. La silla de Anastasia fue luego subastada y vendida por $7,000. En febrero del 2012, la silla se convirtió en una pieza del Museo de la Mafia en Las Vegas.

### Películas
- El personaje ficticio de Johnny Friendly (interpretado por Lee J. Cobb) en la clásica película estadounidense de 1954 On the Waterfront estuvo parcialmente basado en Anastasia.[67]
- La película de 1959 Inside the Mafia empieza con la escena del asesinato de Anastasia.
- El asesinato de Anastasia así como la reunión de Apalachin de 1957 son mencionados en la película de 1999 Analyze This protagonizada por Robert De Niro y Billy Crystal.[68]
- Anastasia es interpretado por Fausto Tozzi en la película de 1972 The Valachi Papers.
- Anastasia es interpretado por Richard Conte en la película italiana de 1973 con Alberto Sordi: My Brother Anastasia.
- Anastasia es interpretado por Gianni Russo en la película de 1975 Lepke, protagonizado por Tony Curtis.
- Anastasia es interpretado por Garry Pastore en la película del 2019 The Irishman y Mob Town.

### Televisión
- La serie de televisión M*A*S*H hace una referencia a la muerte de Anastasia, anacrónicamente ya que la guerra de Corea ya había terminado hacía cuatro años cuando Anastasia fue asesinado.
  - En el episodio 12 de la temporada 4 "Soldier of the Month", Hawkeye Pierce se refiere sarcásticamente a un soldado durmiendo como el "portero de Albert Anastasia".
- En la serie de televisión The West Wing temporada 4, episodio 11 "Holy Night", Jules Ziegler, el distante padre del Director de Comunicaciones de la Casa Blanca Toby Ziegler visita a Toby en la Casa Blanca. Luego de una interrogación del Departamento de Justicia, Toby le pregunta a su padre, un antiguo miembro de Murder, Inc. sobre cuándo fue asesinado Albert Anastasia. Jules responde, "octubre de 1957", y luego le dice a su hijo, "Deberías saber cuándo Anastasia fue asesinado". Toby, aún molesto con su padre por haber estado involucrado en el crimen organizado responde, "!Yo sé cuando Anastasia fue asesinado!".
- En un episodio de Los Soprano, el jefe Junior Soprano le cuenta a su sobrino Tony Soprano que él deseaba que los problemas se arreglen pacíficamente tal como era en los 50s cuando era pacífico. Tony responde que él recuerda haber visto la foto de Anastasia "pacíficamente" en una piscina de sangre en la barbería. "Hubo excepciones", respondió Junior.
- El protagonista principal de la serie de Netflix, "Dirty John", John reclama ser descendiente de Anastasia como una razón de su comportamiento brutal.

### Literatura
- En El día del Chacal, una novela de 1973 de Frederick Forsyth, un detective considera a Marco Vitellino, un guardaespaldas ficticio que estuvo ausente durante el asesinato de Anastasia como uno de los varios sospechosos que pueden ser un asesino contratado para matar al presidente francés Charles de Gaulle. El guardaespaldas es descartado porque no encaja en la descripción del asesino.
- Un ficticio golpe de vuelta por el asesinato de Anastasia es descrito en "Before the Play", el prólogo de El resplandor. En el libro, el ficticio Overlook Hotel era un popular lugar de encuentro y territorio neutral para figuras del crimen organizado en la era de la posguerra. El objetivo era un poderoso mafioso que estaba custodiado por dos pistoleros que había traído desde Nueva York. Tres sicarios con escopetas mataron a los guardaespaldas. Ellos luego dispararon al objetivo en su cuarto y castraron su cadáver como prueba de que lo habían matado.[69]
- El asesinato de Anastasia es mencionado en el libro de Harold Robbins The Raiders (1995). En el libro, el golpe se lleva a cabo por un asesino ofuscado y conocido sólo por el pseudónimo Malditesta (Italiano para un gran dolor de cabeza).
- La novela de Mayra Montero Son de Almendra (En inglés: Dancing to "Almendra") se basa en el asesinato de Anastasia.[70]

### Videojuegos
- En Mafia II, Don Alberto Clemente esta parcialmente basado en Anastasia, particularmente sus conocidas violaciones del código de la Mafia cuando trata de "vender" a miembros de la familia. La muerte de Clemente está basada en una combinación del asesinato de Anastacia y el intento de asesinato a Adolf Hitler en Wolf's Den.

### Música
- El rapero Rick Ross tituló su mixtape del 2010 The Albert Anastasia EP.
- El grupo de rock psicodélico, St John Green, hace referencia a Albert en la canción “Shivers of Pleasure” en su álbum titulado con su nombre.